# Nazionale maschile di calcio a 5 della Bosnia ed Erzegovina
La nazionale di calcio a 5 della Bosnia ed Erzegovina è, in senso generale, una qualsiasi delle selezioni nazionali di Calcio a 5 della Fudbalski Savez BiH che rappresentano la Bosnia ed Erzegovina nelle varie competizioni ufficiali o amichevoli riservate a squadre nazionali.

## Stori
Le prestazioni della selezione bosniaca sono storicamente altalenanti, caratteristica che ha compromesso per lungo tempo la qualificazione ai campionati europeo e mondiale. All'inizio della sua attività continentale, nel 1998, la Bosnia ed Erzegovina è stata inserita nel gruppo 7, giunsendo terza (eliminata) dietro Portogallo e Ucraina, vincendo la sua prima gara il 5 dicembre contro Israele per 5-1.
Nel 2000 la Bosnia viene inserita nel gruppo A delle Qualificazioni al campionato mondiale di calcio a 5 2000 - UEFA, dove di nuovo Portogallo (qualificato) e Italia la sopravanzano. Nel 2001 è di nuovo l'Italia, assieme alla Bielorussia che ostacola la strada dell'Europeo ai bosniaci.
Due anni più tardi, nelle Qualificazioni al campionato mondiale di calcio a 5 2004 - UEFA la Bosnia ed Erzegovina compie un vero miracolo: elimina la Russia e giunge alla fase ad eliminazione diretta dove la Rep. Ceca vince gara uno e rimedia un pareggio in Bosnia guadagnando il mondiale, la stessa squadra sbarra la strada ai bosniaci che giungono terzi dietro anche alla Croazia. Nel 2007 la Bosnia invece rimedia una disastrosa prova per la qualificazione all'Europeo, giungendo ultima senza punti nel girone E. Nel 2008 la Bosnia vince il raggruppamento casalingo e giunge allo scontro con gli spagnoli per l'eliminazione diretta, questi ultimi hanno la meglio in maniera netta (9-1, 4-0). Nelle Qualificazioni all'UEFA Futsal Championship 2010 la selezione balcanica giunge ultima nel girone di Ostrava che ha visto qualificarsi i padroni di casa della Repubblica Ceca.

## Risultati nelle competizioni internazionali

### Coppa del Mondo
| Anno e luogo | Piazzamento            | Pd | V | N | P | GF | GS |
| ------------ | ---------------------- | -- | - | - | - | -- | -- |
| 1989         | Parte della Jugoslavia | -  | - | - | - | -  | -  |
| 1992         | Non presente           | -  | - | - | - | -  | -  |
| 1996         | Non presente           | -  | - | - | - | -  | -  |
| 2000         | Non qualificata        | -  | - | - | - | -  | -  |
| 2004         | Non qualificata        | -  | - | - | - | -  | -  |
| 2008         | Non qualificata        | -  | - | - | - | -  | -  |
| 2012         | Non qualificata        | -  | - | - | - | -  | -  |
| 2016         | Non qualificata        | -  | - | - | - | -  | -  |
| 2021         | Non qualificata        | -  | - | - | - | -  | -  |
| Totale       | 0/9                    | 0  | 0 | 0 | 0 | 0  | 0  |

### Campionato europeo
| Anno e luogo | Piazzamento     | Pd | V | N | P | GF | GS |
| ------------ | --------------- | -- | - | - | - | -- | -- |
| 1996         | Non presente    | -  | - | - | - | -  | -  |
| 1999         | Non qualificata | -  | - | - | - | -  | -  |
| 2001         | Non qualificata | -  | - | - | - | -  | -  |
| 2003         | Non qualificata | -  | - | - | - | -  | -  |
| 2005         | Non qualificata | -  | - | - | - | -  | -  |
| 2007         | Non qualificata | -  | - | - | - | -  | -  |
| 2010         | Non qualificata | -  | - | - | - | -  | -  |
| 2012         | Non qualificata | -  | - | - | - | -  | -  |
| 2014         | Non qualificata | -  | - | - | - | -  | -  |
| 2016         | Non qualificata | -  | - | - | - | -  | -  |
| 2018         | Non qualificata | -  | - | - | - | -  | -  |
| 2022         | 1º turno        | 3  | 0 | 0 | 3 | 4  | 11 |
| Totale       | 1/12            | 3  | 0 | 0 | 3 | 4  | 11 |

## Tutte le rose

### Campionato europeo
Campionato europeo di calcio a 5 20221 Darko Milanović, 2 Almedin Bundavica, 3 Josip Sesar, 4 Davor Arnautović, 5 Blago Gašpar, 6 Srdjan Ivanković, 7 Bilal Jelić, 8 Marijo Aladžić, 9 Nermin Kahvedžić, 10 Anel Radmilović, 11 Josip Bošković, 12 Stanislav Galić, 14 Kristijan Pantić, 15 (Andrijano Dujmović), 16 Samir Gosto, CT: Ivo Krezo